# Sobolova jeskyně
Sobolova jeskyně (též nazývaná Barová) se nalézá asi 50 metrů severně od Býčí skály.

## Historie
Jeskyně má vchod na úpatí Krkavčí skály. Výklenek nad vchodem sloužil jako úkryt před deštěm a k přespávání horolezců. Od nich byla také pojmenována jako Barová. Jeskyně je známá jako lokalita s nálezy pozdně glaciální fauny. Magdalénienskými lovci byla užívána jako úkryt a obývána již před 15 tisíci lety. Při objevovacích pracích, které zde v roce 1947 prováděl Antonín Sobol, bylo objeveno pokračování jeskyně. Chodby od vchodu sestupují do zajímavých prostor hlavní chodby, která je na několika místech propadena až do spodního patra. Spodním patrem protéká Jedovnický potok, který vyvěrá nedaleko od jeskyně. Skupina profesora Sobola pracovala v jeskyni až do roku 1975, kdy se spojila s jeskyňářským kroužkem z nedalekého Adamova. Po zrušení Speleologického klubu v Brně a zániku Speleologického kroužku ROH Adamovských strojíren speleologický průzkum vývěrové oblasti Jeskyní Jedovnického potoka v jeskyni Barové a Býčí skále provádějí jeskyňáři České speleologické společnosti ZO 6-01 Býčí skála.